# Butaritari
Butaritari – atol położony na Pacyfiku w archipelagu Wysp Gilberta, wchodzący w skład państwa Kiribati, trzy kilometry na północny wschód od Butaritari znajdują się trzy wysepki (Makin, Kiebu i Onne) znane pod wspólną nazwą Makin.
Powierzchnia atolu Butaritari wynosi 13,49 km² i zamieszkuje go 3250 osób (2020).
W czasie II wojny światowej atol był miejscem pomocniczego desantu w czasie operacji znanej jako desant na atolu Tarawa. Broniony przez siły japońskie liczące około 800 ludzi (w tym zapewne 300 żołnierzy z doborowych oddziałów piechoty morskiej) został zdobyty w 3-dniowej bitwie.
Nazwę "Makin" noszą dwa okręty US Navy – lotniskowiec eskortowy USS Makin Island (CVE-93) i okręt desantowy USS Makin Island (LHD-8).
Na Butaritari urodził się kiribatyjski duchowny John Ikataere Rarikin MSC.